# César de Mendoza Lassalle
César de Mendoza Lassalle (Valladolid, 13 de enero de 1910 - Versalles, 11 de julio de 1999) fue un director de orquesta y empresario musical español.
Se destacó por su intensa actividad como director de ópera, ballet (dirigió Les Ballets Russes del Coronel de Basil, los antiguos ballets de Serguéi Diáguilev) y zarzuela, con la cual llevó a cabo una intensa labor de divulgación y revalorización.
También mantuvo una especial atención por la creación musical contemporánea al estrenar, por ejemplo, el Concierto de Aranjuez (1939) de Joaquín Rodrigo, la Sonata del sur, opus 52 (1935) de Oscar Esplá o los conciertos para piano y orquesta de Salvador Bacarisse y Joaquín Nin.
Además se destacó como solvente empresario y gestor musical, faceta que demostró con la creación en 1939 del Mes Musical en San Sebastián ―actual Quincena Musical―, la coordinación de su propia compañía o, en los años cincuenta, la dirección del Teatro de la Zarzuela de Madrid.

## Síntesis biográfica
Sobrino del director de orquesta y compositor José Lassalle (1876-1932). Inició sus estudios musicales en la Catedral de Valladolid, con el apoyo de su tío. Cuando terminó la escuela secundaria, completó su formación en el conservatorio de Valladolid.
Durante la década de 1920 residió intermitentemente en Madrid para estudiar con el compositor madrileño de música clásica Julio Gómez García (1886-1973), gracias a la mediación de su tío José Lassalle, quien había creado en diciembre de 1920 su propia formación sinfónica que actuaba en el Palacio de la Música y que era considerada una referencia concertística nacional.
También fue visitante asiduo a los ensayos de la Filarmónica Barcelonesa, orquesta que dirigía su tío en Barcelona, donde creció su interés por la carrera de director. En el curso de esta, se llegó a relacionar con grandes figuras como Gustav Mahler, amigo de José Lassalle.
En 1927, con 17 años de edad, conoció a Manuel de Falla (de 42 años) durante un concierto ofrecido al compositor por José Lassalle.
Mendoza Lassalle solía acudir a numerosos ensayos y funciones de la orquesta de su tío donde desarrolló «su interés musical» y pudo «conocer los compositores de más renombre», «sobre todo los del impresionismo francés, Bruckner y Mahler».
Manuel de Falla asistía a algunos ensayos:

Seguramente no se acordará usted de mí, pues tuve el gusto de acompañarle en Madrid cuando mi tío (q. e. p. d.) Pepe Lassalle le rogó dirigiera uno de sus conciertos en el Palacio de la Música, yo era muy chiquillo.
César de Mendoza Lassalle

Además, ya en su vejez, César de Mendoza rememoró una curiosa anécdota de aquellas sesiones de ensayos al musicógrafo Pablo Bilbao Arístegui:

Tengo muchos recuerdos del Maestro en mi memoria, el primero de ellos durante mis estudios con Julio Gómez en Madrid. Mi tío Pepe inauguró el Palacio de la Música y daba sus series de conciertos anuales. En uno de ellos invitó al maestro Falla para dirigir sus obras entre las cuales el maestro interpretó el Concierto para clavicémbalo [sic] y dirigió alguna de sus obras, entre otras El amor brujo. 
 Yo asistí a todos los ensayos y en el de El amor brujo el maestro tenía diﬁcultades para marcar el 5/8 y varias veces hubo que parar el ensayo. Al ﬁnal, y quizás sin darse cuenta, Falla lo dirigió como si fuera un 3/8. Los profesores, con inmenso respeto como si se hubieran dado aviso, bajaron las cabezas sobre los atriles, sin mirar al maestro y el ensayo se terminó con la inmensa alegría del admirado maestro, que creo que no se dio cuenta del subterfugio de los profesores.
César de Mendoza Lassalle, 
 copia de la carta mecanografiada de César de Mendoza Lassalle a Pablo Bilbao Arístegui. 
 Grosrouvre, 24 de junio de 1991. 
 Legado César de Mendoza Lassalle, Universidad de Valladolid

En 1930 recibió el diploma de primera clase de solfeo del Conservatorio de Madrid, junto a otros compañeros. Completó sus estudios musicales en 1934 en Pau (Francia), donde comenzó a dirigir la orquesta del Conservatorio de Pau.
Al año siguiente (en 1935) regresó a Madrid, donde dirigió la Orquesta Sinfónica Madrileña, y desde entonces trabajó con las principales formaciones musicales nacionales.
En 1936 dirigió por primera vez en su ciudad natal, al frente de la Orquesta Sinfónica de Madrid, junto a la Coral Vallisoletana.
Como gran admirador de la obra de Falla, dirigió en 1936 Noches en los jardines de España en el Casino Palace (de Madrid), además de otras como El amor brujo o Siete canciones populares españolas; a partir de 1937 mantuvo correspondencia epistolar con el maestro gaditano.
En 1939 participó en el Festival Manuel de Falla, con la interpretación de La vida breve y El amor brujo bajo la dirección coreográfica de Vicente Escudero (1888-1980). 
Durante la Guerra Civil Española (1936-1939) estuvo al frente de la Orquesta Sinfónico-Patriótica de Zaragoza, formación con la que ofreció conciertos benéficos.
En 1939 se mudó a San Sebastián, donde creó la revista Mes Musical.
En 1940 se mudó a Barcelona, donde fundó la Orquesta Filarmónica de Barcelona (antigua Orquesta Sinfónica Pau Casals), con la cual el 9 de noviembre de ese año (1940) De Mendoza Lassalle estrenó, junto a Regino Sainz de la Maza (1896-1981) en la guitarra, el Concierto de Aranjuez de Joaquín Rodrigo (1901-1999) en el Palau de la Música Catalana.
En 1942 viajó a América del Sur, donde dirigió a grandes orquestas con repertorio sinfónico y de ballet. Durante varios años realizó giras por toda América con los Ballets Rusos originales, financiado por el coronel De Basil.
Tras su regreso a España, a lo largo de los años cincuenta dirigió la Orquesta Filarmónica de Barcelona y la de Madrid.
Asumió el estreno de las obras Jeanne d’Arc au bûcher (de Arthur Honegger, con libreto de Paul Claudel y la misse en scene encabezada por Ingrid Bergman y Roberto Rossellini), y Le martyre de Saint Sébastien (de Claude Debussy).
En 1960 asumió la dirección empresarial del Teatro de la Zarzuela (en Madrid) hasta 1963, en que, con 53 años de edad, abandonó su carrera artística y se retiró de la escena musical.
Se expatrió en Francia, y pasó las últimas tres décadas de su vida en la villa de Grosrouvre, a 46 km al oeste de París (Francia), donde falleció el 11 de julio de 1999 a los 89 años.